# Нефер
Нефер је термин у древно египатском језику који је коришћен да симболизује љепоту. "Најљепша од свих.".

## Хијероглифи и симболизам
3 сугласника Египатских хијероглифа 'Нфр'..
| F35 | I9 · D21 |

## Нефер као својство спољашњег изгледа особе
Термин Нефер је уграђен у многа женска имена у старом Египту као својство особе. Примјери укључују Нефертари, Нефертити, Ахмозе-Нефертари.

## Нефер као као својство природе
Будући да је од свих савршенстава «најочитија и најмилија» оно што очи виде, љепота је човеку полазиште у његовом сјећању и посматрању. 
Уколико је ова импресија исправна и филозофија је у стању да је потврди, онда је могуће разоткрити етимологију јединственог у српском језику егзонима Левер Таре. 